# Guerra antisuperficie

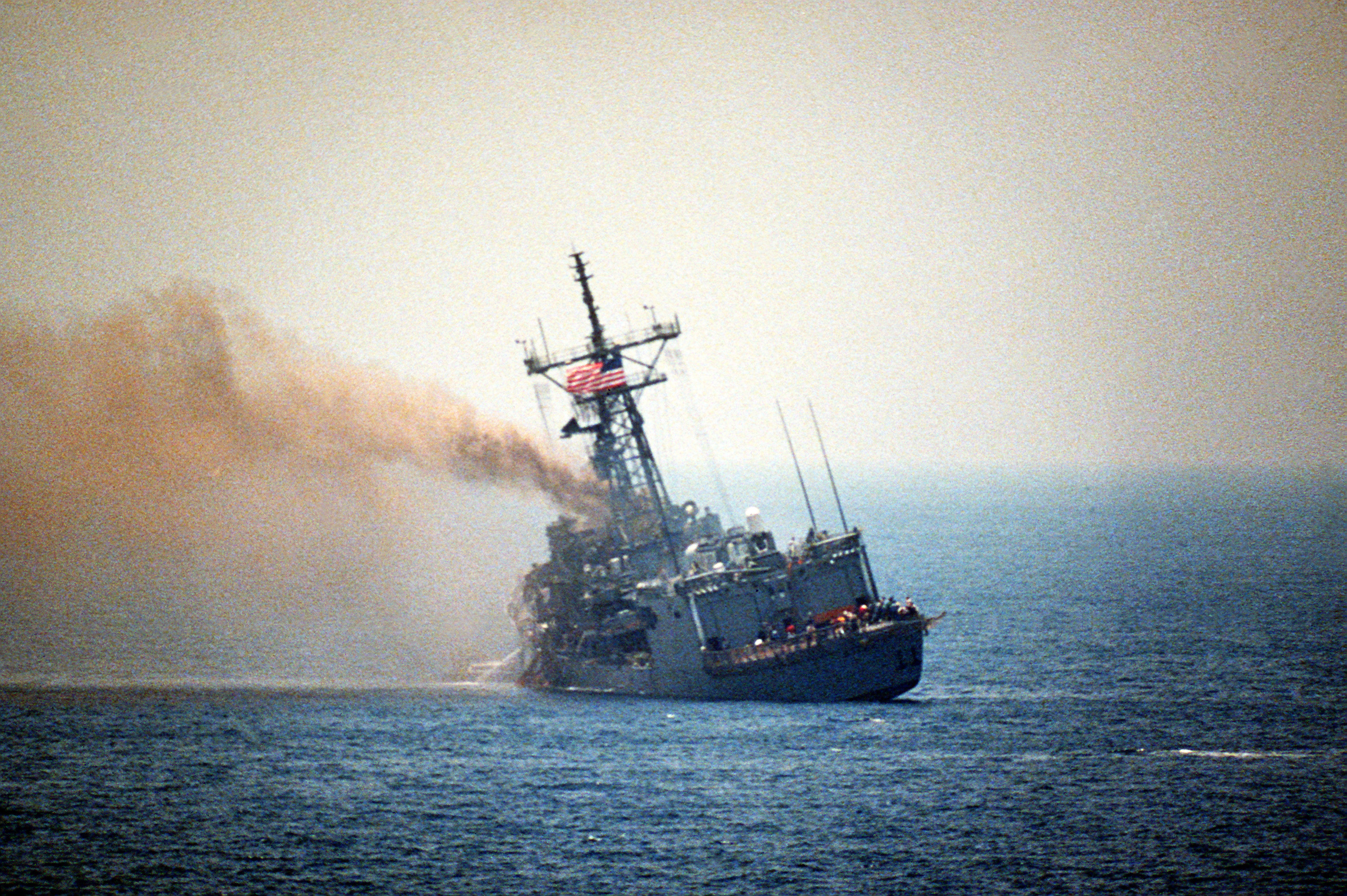
La fragata nord-americana USS Stark, escorada a babord, en el Golf Pèrsic després de ser aconseguida per dos míssils Exocet AM.39 iraquians, 17 de maig de 1987.

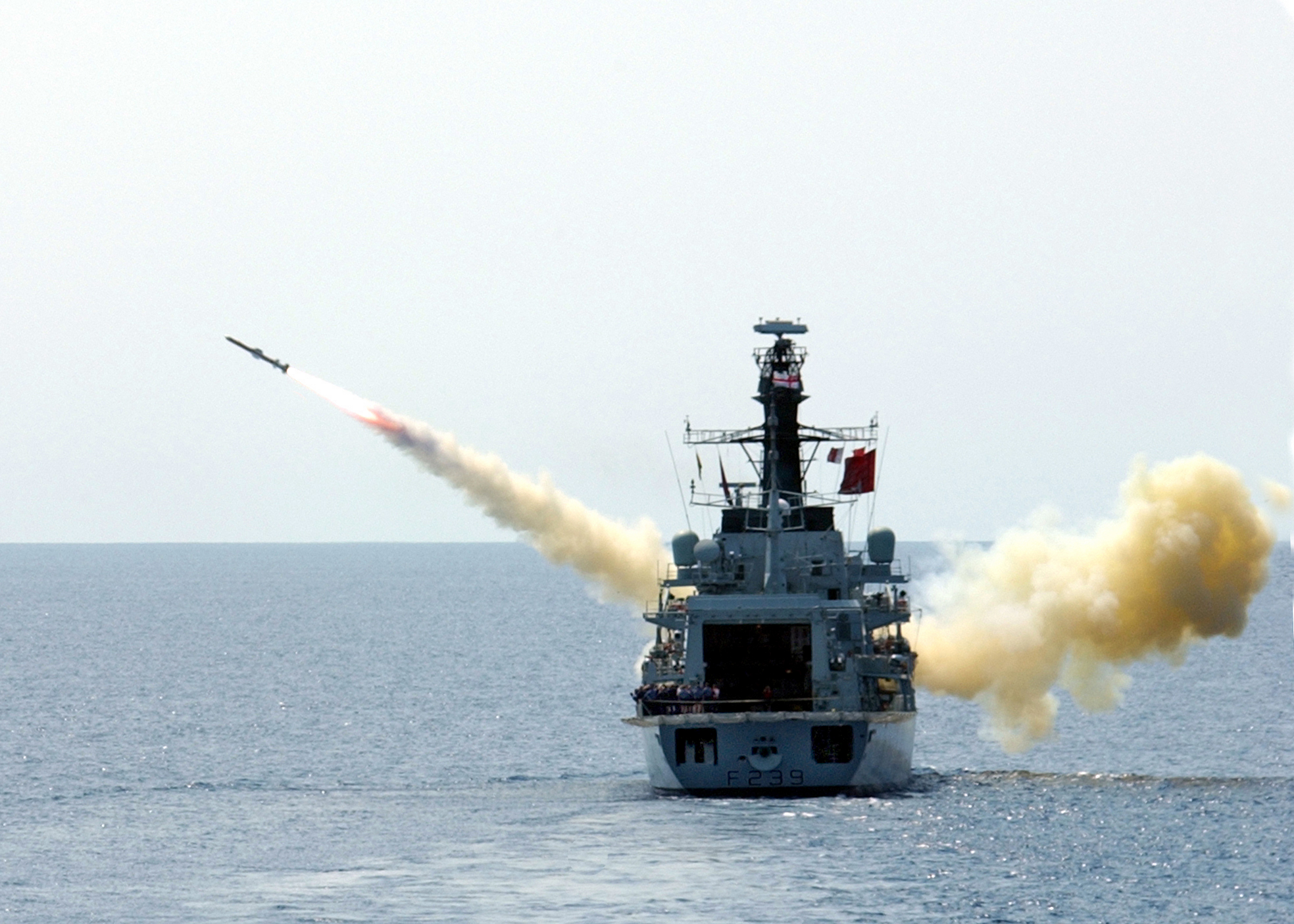
La fragata britànica HMS Richmond (F 239) disparant un míssil AGM-84 Harpoon.

La guerra antisuperfície (en anglès: antisurface warfare) (ASUW) és un tipus de guerra naval que està dirigida contra els vaixells de superfície. Generalment, es fa servir qualsevol tipus d'arma, sensor o operacions destinades a atacar o limitar l'eficàcia d'un adversari o de les seves naus de superfície.
En termes generals, la guerra antisuperficie es pot dividir en quatre categories:
- Aèria: Lluita antisuperficie duta a terme per aeronaus. Històricament, aquesta era duta a terme principalment a través de bombardejos i ràfegues de metralladores (i en alguns casos per atacs suïcides (kamikazes). Avui dia, l'atac per aire ASUW és generalment dut a terme mitjançant atacs aeris llançats des de posicions llunyanes usant míssils de creuers o míssils aire-superfície.

- De superfície: Guerra anti-superfície realitzada mitjançant els propis vaixells de guerra. Aquests bucs poden usar

torpedes, canons, míssils antivaixell, i fins i tot mines marines.
- Submarina: Duta a terme per submarins. Històricament, aquest es va dur a terme utilitzant armes de foc i torpedes. Recentment, els míssils de creuer llançats des de submarins (en anglès: Submarine-Launched Cruise Missile) (SLCM) o més comunament míssils de creuer anti-vaixell (en anglès: Anti-Ship Cruise Missile) (ASCM), han esdevingut una arma preferida.

- Costanera: Històricament, això es refereix al bombardeig costaner realitzat des d'artilleria i canons situats en la costa. Avui dia, els míssils de creuer llançats des de la costa són els més comuns.

Algunes armes utilitzades en la guerra antisuperficie inclouen:
- Canons.
- Míssils, com el AGM-84 Harpoon, el RBS-15, el SS-N-12 Sandbox i el MDBA Exocet.
- Mines marines.
- Torpedes.

## La vulnerabilitat dels vaixells moderns
Les flotes modernes consten, normalment, de naus que pesen entre 2.000 i 5.000 tones, la fragata de míssils és el típic vaixell modern, juntament amb un petit nombre de destructors que tenen tasques de defensa aèria de mig abast. Aquests vaixells tenen un desplaçament més aviat contingut, però sobretot un gran nombre de sensors de radar de descobriment, disposats a tenir la millor cobertura, en una posició elevada amb vista al mar. Però això també vol dir una gran quantitat de pes en la part superior, que en el cas de mar gruixuda significa una pèrdua d'estabilitat, sobretot en el costat. Per resoldre aquest problema, es sol presentar un conjunt de l'estabilització de les aletes dels costats del buc, però com la planta és sofisticada, és necessari eliminar molts pesos en la part superior. Per a això, en general s'han de fer servir superestructures d'alumini, que són molt lleugeres, però també molt vulnerables al foc (com s'il·lustra en el cas de Belknap, que es va incendiar després que aquest creuer col·lidís amb l'USS Kennedy) i això, juntament amb grans quantitats de plàstics i d'aïllament del circuit, fa que els vaixells siguin molt vulnerables al foc.